# Charras
Charras település Franciaországban, Charente megyében. Lakosainak száma 346 fő (2022. január 1.). Charras Combiers, Feuillade, Grassac, Mainzac, Rougnac és Mareuil en Périgord községekkel határos.

## Népesség
A település népessége az elmúlt években az alábbi módon változott:
| Lakosok száma | 336  | 339  | 328  | 315  | 388  | 356  | 337  | 334  | 338  | 346  |
|               | 1968 | 1982 | 1990 | 2006 | 2013 | 2015 | 2017 | 2019 | 2020 | 2022 |